# Фінал чемпіонату світу з хокею 2023
Фінал чемпіонату світу з хокею 2023 — фінальний матч чемпіонату світу з хокею 2023 року, який пройшов у Тампере 28 травня 2023 на «Нокіа Арені». Свій 28-й титул здобула збірна Канади перегравши Німеччину з рахунком 5–2.

## Передмова
Канада та Німеччина вперше зустрінуться один з одним у фіналі.
Німеччина гарантувала собі срібні медалі і це буде після довгої перерви в історії збірної, востаннє срібні нагороди вони завойовували ще в далекому 1953 році.
Для канадців ця гра стане четвертим поспіль фіналом у трьох попередніх команда «кленового листка» перемогала один раз у фіналі 2021 року.

## Шлях до фіналу
| Команда    | І | О  |
| ---------- | - | -- |
| Швейцарія  | 7 | 19 |
| Канада     | 7 | 15 |
| Латвія     | 7 | 13 |
| Чехія      | 7 | 13 |
| Словаччина | 7 | 11 |
| Казахстан  | 7 | 7  |
| Норвегія   | 7 | 6  |
| Словенія   | 7 | 0  |

| Команда   | І | О  |
| --------- | - | -- |
| США       | 7 | 20 |
| Швеція    | 7 | 18 |
| Фінляндія | 7 | 16 |
| Німеччина | 7 | 12 |
| Данія     | 7 | 8  |
| Франція   | 7 | 4  |
| Австрія   | 7 | 3  |
| Угорщина  | 7 | 3  |

## Матч
| 28 травня 2023 20:20 | Канада | 5 : 2 (1:1, 1:1, 3:0) | Німеччина | «Нокіа Арена», Тампере Глядачів: 10,470 |

| Протокол | Протокол                    | Протокол                                                             | Протокол           | Протокол                              |
| --- | --------------------------- | -------------------------------------------------------------------- | ------------------ | ------------------------------------- |
| | Самюель Монтембо            | Голкіпери                                                            | Матіас Нідербергер | Арбітри: Тобіас Бйорк Шон Мак-Фарлейн |
| Бле (Кребс, Нейборз) – 10:47 Краус (Кребс, Вігар) – 37:28 Бле (Ґласс) – 44:51 Тоффолі – 51:51 Лотон (Квінн, Краус) – 58:06 | 0–1 1–1 1–2 2–2 3–2 4–2 5–2 | 07:44 – Петерка (Зайдер, М. Мюллер) 33:47 – Фішбух (Кестнер, Зайдер) |                    | Арбітри: Тобіас Бйорк Шон Мак-Фарлейн |
| 4 хв. | Вилучення                   | 2 хв.                                                                |                    | Арбітри: Тобіас Бйорк Шон Мак-Фарлейн |
| 28 | Кидки                       | 23                                                                   |                    | Арбітри: Тобіас Бйорк Шон Мак-Фарлейн |

| Чемпіон світу 2023 |
| ------------------ |
| Канада 28-й титул  |